# Neoitamus rubrofemoratus
Neoitamus rubrofemoratus är en tvåvingeart som beskrevs av Ricardo 1919. Neoitamus rubrofemoratus ingår i släktet Neoitamus och familjen rovflugor. Inga underarter finns listade i Catalogue of Life.